# Australia en los Juegos Paralímpicos de Arnhem 1980
Australia estuvo representada en los Juegos Paralímpicos de Arnhem 1980 por un total de 53 deportistas, 40 hombres y 13 mujeres.

## Medallistas
El equipo paralímpico australiano obtuvo las siguientes medallas:
| Nombre            | Deporte            | Evento                                       |
| ----------------- | ------------------ | -------------------------------------------- |
| Oro               |                    |                                              |
| Charmaine Cree    | Atletismo          | Salto de altura femenino                     |
| Wayne Patchett    | Atletismo          | Disco 1A masculino                           |
| Wayne Patchett    | Atletismo          | Maza 1A masculino                            |
| Wayne Patchett    | Atletismo          | Peso 1A masculino                            |
| Murray Todd       | Atletismo          | Peso 2 masculino                             |
| Eric Russell      | Atletismo          | Peso 3 masculino                             |
| Wayne Lanham      | Atletismo          | 100 m F masculino                            |
| Mike Nugent       | Atletismo          | 200 m 3 masculino                            |
| Gloria Pascoe     | Bolos sobre hierba | Individual B femenino                        |
| Gary Gudgeon      | Natación           | 400 m libre C-D masculino                    |
| Elizabeth Kosmala | Tiro               | Rifle de aire en posición tendida 2-5 mixto  |
| Barbara Caspers   | Tiro               | Rifle de aire de rodillas 1A-1C mixto        |
| Plata             |                    |                                              |
| Sue Hobbs         | Atletismo          | 60 m 5 femenino                              |
| Sue Hobbs         | Atletismo          | 800 m 5 femenino                             |
| Sue Hobbs         | Atletismo          | 1500 m 5 femenino                            |
| Charmaine Cree    | Atletismo          | Salto de longitud C femenino                 |
| Julie Russell     | Atletismo          | Pentatlón 3 femenino                         |
| Wayne Lanham      | Atletismo          | 400 m F masculino                            |
| Mike Nugent       | Atletismo          | 400 m 3 masculino                            |
| Erich Hubel       | Atletismo          | 800 m 5 masculino                            |
| Ian Trewhella     | Atletismo          | Pentatlón 1B masculino                       |
| Carolyn Connors   | Natación           | 100 m libre A femenino                       |
| Carolyn Connors   | Natación           | 100 m mariposa A femenino                    |
| Peter Hill        | Natación           | 25 m braza 1C masculino                      |
| Peter Hill        | Natación           | 25 m espalda 1C masculino                    |
| Charlie Tapscott  | Natación           | 50 m espalda J masculino                     |
| Charlie Tapscott  | Natación           | 50 m libre J masculino                       |
| Gary Gudgeon      | Natación           | 100 m espalda C-D masculino                  |
| Gary Gudgeon      | Natación           | 200 m estilos D masculino                    |
| Elizabeth Kosmala | Tiro               | Rifle de aire de rodillas 2-5 mixto          |
| Elizabeth Kosmala | Tiro               | Rifle de aire en tres posiciones 2-5 mixto   |
| Barbara Caspers   | Tiro               | Rifle de aire en tres posiciones 1A-1C mixto |
| Ian Trewhella     | Tiro con arco      | Distancia corta tetraplejia masculino        |
| Bronce            |                    |                                              |
| Charmaine Cree    | Atletismo          | 100 m C femenino                             |
| Charmaine Cree    | Atletismo          | Disco C femenino                             |
| Charmaine Cree    | Atletismo          | Jabalina C femenino                          |
| Chris Alp         | Atletismo          | 100 m 3 masculino                            |
| Chris Alp         | Atletismo          | 200 m 3 masculino                            |
| Joe Egan          | Atletismo          | 100 m C masculino                            |
| Joe Egan          | Atletismo          | 400 m C masculino                            |
| Erich Hubel       | Atletismo          | 100 m 5 masculino                            |
| Erich Hubel       | Atletismo          | 1500 m 5 masculino                           |
| Fred Pointer      | Atletismo          | 400 m 3 masculino                            |
| Fred Pointer      | Atletismo          | Eslalon 3 masculino                          |
| Eric Russell      | Atletismo          | Disco 3 masculino                            |
| Eric Russell      | Atletismo          | Pentatlón 3 masculino                        |
| Richard Oliver    | Atletismo          | 100 m 4 masculino                            |
| Bruce Sandilands  | Atletismo          | 1500 m B masculino                           |
| Robert McIntyre   | Atletismo          | Eslalon 5 masculino                          |
| Rene Ahrens       | Atletismo          | Disco 5 masculino                            |
| Barry Kalms       | Halterofilia       | –65 kg amputación masculino                  |
| Brian McNicholl   | Halterofilia       | –75 kg paraplejia masculino                  |
| Carolyn Connors   | Natación           | 200 m estilos A femenino                     |
| Gary Gudgeon      | Natación           | 100 m libre C-D masculino                    |
| Barbara Caspers   | Tiro               | Rifle de aire de pie 1A-1C mixto             |